# Nace Kosmač
Nace Kosmač, slovenski nogometaš, * 6. september 1986.
Kosmač je nekdanji profesionalni nogometaš, ki je igral na položaju napadalca. V svoji karieri je igral za slovenske klube Tabor Sežana, Primorje in Domžale, avstralski Moreland Zebras ter italijanska I.S.M. Gradisca in SS Vesna. Skupno je v prvi slovenski ligi odigral 108 tekem in dosegel devet golov. Bil je tudi član slovenske reprezentance do 15, 18, 19 in 21 let.